# Eckhart Müller-Heydenreich
Eckhart Müller-Heydenreich (* 19. April 1935) ist ein deutscher Rechtsanwalt und Kommunalpolitiker (ehemals SPD).
Müller-Heydenreich studierte von 1955 bis 1960 Jura an den Universitäten Marburg und München. Er gründete 1964 seine eigene auf das Konkurs- und Insolvenzrecht spezialisierte Kanzlei, die heute unter dem Namen Müller-Heydenreich Bierbach & Kollegen bekannt ist. Von 1972 bis 1978 war er dritter Bürgermeister der Landeshauptstadt München. Zunächst Mitglied der SPD, gab er 1976 sein Parteibuch ab. 1984 wurde er mit der Abwicklung des Vergleichsverfahrens des Nürnberger Motorradherstellers Zündapp beauftragt. Zwischen 2000 und 2003 liquidierte er als Insolvenzverwalter die damalige Suhler Zweirad GmbH – den Hersteller der Simson-Mopeds.
Eckhart Müller-Heydenreich war Vorsitzender des Verwaltungsbeirats des FC Bayern München e. V. und Mitglied des Aufsichtsrates des FC Bayern München.